# Gugudan
Gugudan (coréen : 구구단), stylisé gugudan ou gu9udan, est un girl group sud-coréen formé en 2016 par Jellyfish Entertainment. Le groupe était composé de neuf membres : Mimi, Hana, Haebin, Nayoung, Sejeong, Sally, Soyee, Mina et Hyeyeon. Il est annoncé le 25 octobre 2018 que Hyeyeon quitte Gugudan pour se concentrer sur ses études. Le groupe se sépare le 31 décembre 2020 après discussion avec l'agence Jellyfish Entertainment.

## Histoire

### Pré-débuts
En janvier 2016, Kim Na-young, Kim Se-jeong et Kang Mi-na ont été présentées comme les premières stagiaires de Jellyfish Entertainment pour le survival show de Mnet Produce 101 où 101 stagiaires femmes de différentes agences sont en compétition pour former un girl group de 11 membres qui sera sous YMC Entertainment. Après s'être respectivement classées 2e et 9e dans l'épisode final, Sejeong et Mina ont débuté dans le groupe I.O.I en mai 2016.

### 2016: Débuts avecAct. 1 The Little Mermaid
Malgré le fait d'avoir nié les rumeurs comme quoi Sejeong et Mina débutaient dans un girl group de 9 membres en juin, l'agence a confirmé le 7 juin que les deux membres d'I.O.I débuteraient dans le mois dans ce qu'il serait le premier girl group de l'agence,. À cause des termes spéciaux de YMC Entertainment par lesquels les membres d'I.O.I sont autorisées à faire des activités sous leurs agences respectives lors qu'I.O.I est en pause ou lorsque le groupe fait la promotion de ses sous-unités, il n'y a pas eu de complications avec le projet.
Il a aussi été confirmé le 10 juin que Nayoung serait membre du groupe et le 13 juin, l'agence a révélé que Gugudan se composerait de neuf membres. Le 17 juin, Jellyfish Entertainment a annoncé le nom du groupe.
Le 22 juin, le groupe a confirmé leur concept sirène. Suivant l'annonce, un highlight medley du mini-album du groupe est sorti le 24 juin et elles ont finalement débuté le 28 juin 2016 avec le mini-album Act. 1 The Little Mermaid, avec "Wonderland" comme chanson-titre,. Le vidéoclip de la chanson est sorti en live via un compte à rebours en ligne sur la V App de Naver.

### 2017:Act. 2 NarcissusetAct. 3 Chococo Factory
Début février 2017, Jellyfish Entertainment annonce que Gugudan sera bientôt de retour avec son second mini-album. L’EP, Act. 2 Narcissus, avec son titre promotionnel, "A Girl Like Me", est sorti le 27 février,.
Le 8 novembre, le groupe publie l’album single Act. 3 Chococo Factory, possédant le titre principal "Chococo",. Soyee n’a pas participé aux promotions à cause d’une blessure à l’épaule.

### 2018–présent:Act. 4 Cait Sith,Act. 5 New Action, débuts japonais et départ de Hyeyeon
Le 1er février 2018, Gugudan met en ligne son second album single intitulé Act. 4 Cait Sith, avec la chanson principale "The Boots",.
Le 17 mai, il est annoncé que Hyeyeon est temporairement en pause et qu’elle ne participera pas aux promotions avec le groupe en raison d'ennuis de santé.
Gugudan débute au Japon avec son premier album japonais Stand By, le 19 septembre.
Le 25 octobre, il est annoncé que Hyeyeon quitte officiellement le groupe pour se concentrer sur ses études et son rétablissement. Cependant, elle reste sous Jellyfish Entertainment,.
Le 6 novembre, Gugudan publie son cinquième EP, Act. 5 New Action, accompagné du clip vidéo de "Not That Type",,.
Le 31 décembre 2020 le groupe a officiellement décidé de se séparer avec l'accord de Jellyfish Entertainment.

## Membres
| Nom de scène | Nom de scène | Nom de naissance | Nom de naissance | Date de naissance | Nationalité  | Position                                                                    |
| Romanisé     | Coréen       | Romanisé         | Cor./Chin.       | Date de naissance | Nationalité  | Position                                                                    |
| ------------ | ------------ | ---------------- | ---------------- | ----------------- | ------------ | --------------------------------------------------------------------------- |
| Mimi         | 미미         | Jung Mi-mi       | 정미미           | 1er janvier 1993  | Sud-coréenne | Chanteuse, visuel, Unnie (la plus âgée)                                     |
| Hana         | 하나         | Shin Bo-ra       | 신 보라          | 30 avril 1993     | Sud-coréenne | Leader, danseuse principale, chanteuse, rappeuse, visuel                    |
| Haebin       | 해빈         | Han Hae-bin      | 한해빈           | 16 août 1995      | Sud-coréenne | Chanteuse principale                                                        |
| Nayoung      | 나영         | Kim Na-young     | 김나영           | 23 novembre 1995  | Sud-coréenne | Chanteuse secondaire, rappeuse, visuel                                      |
| Sejeong      | 세정         | Kim Se-jeong     | 김세정           | 28 août 1996      | Sud-coréenne | Chanteuse principale, visuel, visage du groupe                              |
| Sally        | 샐리         | Liu Xie Ning     | 刘 些 宁         | 23 octobre 1996   | Chinoise     | Danseuse secondaire, rappeuse secondaire, chanteuse                         |
| Soyee        | 소이         | Jang So-jin      | 장소 진          | 21 novembre 1996  | Sud-coréenne | Chanteuse principale                                                        |
| Mina         | 미나         | Kang Mi-na       | 강 미나          | 4 décembre 1999   | Sud-coréenne | Rappeuse principale, danseuse principale, chanteuse, Maknae (la plus jeune) |

### Ancienne membre
| Nom de scène | Nom de scène | Nom de naissance | Nom de naissance | Date de naissance | Nationalité  | Position                                                                    | Date de départ  |
| Romanisé     | Coréen       | Romanisé         | Coréen           | Date de naissance | Nationalité  | Position                                                                    | Date de départ  |
| ------------ | ------------ | ---------------- | ---------------- | ----------------- | ------------ | --------------------------------------------------------------------------- | --------------- |
| Hyeyeon      | 혜연         | Cho Hye-yeon     | 조혜연           | 5 août 2000       | Sud-coréenne | Danseuse secondaire, chanteuse secondaire, rappeuse, Maknae (la plus jeune) | 25 octobre 2018 |

## Discographie

### Compilation
| Titre    | Détails | Meilleures positions | Meilleures positions | Ventes                |
| Titre    | Détails | JPN                  | JPN Hot              | Ventes                |
| -------- | --- | -------------------- | -------------------- | --------------------- |
| Stand By | - Date de sortie : 19 septembre 2018 - Label : Jellyfish Entertainment Japan - Formats : CD, téléchargement numérique | 47                   | 63                   | - JPN : plus de 1 442 |

### Mini-albums (EPs)
| Titre                     | Détails | Meilleures positions | Meilleures positions | Ventes                             |
| Titre                     | Détails | COR                  | TW                   | Ventes                             |
| ------------------------- | --- | -------------------- | -------------------- | ---------------------------------- |
| Act. 1 The Little Mermaid | - Date de sortie : 28 juin 2016 - Labels : Jellyfish Entertainment, CJ E&M - Formats : CD, téléchargement numérique                                    | 2                    | 8                    | - COR : plus de 22 217             |
| Act. 2 Narcissus          | - Date de sortie : 27 février 2017 - Labels : Jellyfish Entertainment, CJ E&M - Formats : CD, téléchargement numérique                                 | 3                    | 9                    | - COR : plus de 29 207 - JPN : 223 |
| Act. 5 New Action         | - Date de sortie : 6 novembre 2018 - Labels : Jellyfish Entertainment, Genie Music, Stone Music Entertainment - Formats : CD, téléchargement numérique | 8                    | 20                   | - COR : plus de 9 813              |

### Album singles
| Titre                  | Détails | Meilleures positions | Ventes                 |
| Titre                  | Détails | COR                  | Ventes                 |
| ---------------------- | --- | -------------------- | ---------------------- |
| Act. 3 Chococo Factory | - Date de sortie : 8 novembre 2017 - Labels : Jellyfish Entertainment, CJ E&M - Formats : CD, téléchargement numérique                 | 8                    | - COR : plus de 20 435 |
| Act. 4 Cait Sith       | - Date de sortie : 1er février 2018, - Labels : Jellyfish Entertainment, CJ E&M - Formats : CD, téléchargement numérique, carte à puce | 7                    | - COR : plus de 20 933 |

### Singles
| Titre                                                                               | Année | Meilleures positions | Meilleures positions | Ventes (DL)             | Album                     |
| Titre                                                                               | Année | COR                  | COR Hot              | Ventes (DL)             | Album                     |
| ----------------------------------------------------------------------------------- | ----- | -------------------- | -------------------- | ----------------------- | ------------------------- |
| "Wonderland"                                                                        | 2016  | 35                   | NC                   | - COR : plus de 116 908 | Act. 1 The Little Mermaid |
| "A Girl Like Me" (나 같은 애)                                                       | 2017  | 38                   | NC                   | - COR : plus de 70 060  | Act. 2 Narcissus          |
| "Chococo"                                                                           | 2017  | —                    | —                    | - COR : 17 196          | Act. 3 Chococo Factory    |
| "The Boots"                                                                         | 2018  | —                    | 100                  | NC                      | Act. 4 Cait Sith          |
| "Not That Type"                                                                     | 2018  | —                    | —                    | NC                      | Act. 5 New Action         |
| "—" signifie que le titre ne s'est pas classé ou n'est pas sorti dans cette région. |       |                      |                      |                         |                           |

### Collaboration
| Titre                                                                              | Année | Membre(s) | Meilleures positions | Autre(s) artiste(s)                                                          | Ventes                 | Album                |
| Titre                                                                              | Année | Membre(s) | COR                  | Autre(s) artiste(s)                                                          | Ventes                 | Album                |
| ---------------------------------------------------------------------------------- | ----- | --------- | -------------------- | ---------------------------------------------------------------------------- | ---------------------- | -------------------- |
| "Falling" (니가 내려와)                                                            | 2016  | Toutes    | 34                   | Seo In-guk, VIXX, Park Yoon-ha, Park Jung-ah, Kim Gyu-sun, Kim Ye-won, Jiyul | - COR : plus de 64 663 | Jelly Christmas 2016 |
| "—" signifie que l’album ne s'est pas classé ou n'est pas sorti dans cette région. |       |           |                      |                                                                              |                        |                      |

### Clips vidéos
| Titre                         | Année | Réalisateur(s)    | Réf.   |
| ----------------------------- | ----- | ----------------- | ------ |
| "Wonderland"                  | 2016  | Zanybros          | [ 51 ] |
| "A Girl Like Me" (나 같은 애) | 2017  | Digipedi          | ,      |
| "Chococo"                     | 2017  | Digipedi          | ,      |
| "The Boots"                   | 2018  | Purple Straw Film | [ 54 ] |
| "Not That Type"               | 2018  | August Frog       | NC     |

## Filmographie

### Télévision

#### Téléréalité/Émissions
| Année   | Titre                                  | Chaîne     | Membre(s)                                          | Note                                                            |
| ------- | -------------------------------------- | ---------- | -------------------------------------------------- | --------------------------------------------------------------- |
| 2012-13 | K-pop Star 2                           | SBS        | Sejeong                                            | Éliminée lors du casting                                        |
| 2013    | Cheongdam-dong 111                     | tvN        | Mimi                                               | Avec des artistes, stagiaires et exécutifs de FNC Entertainment |
| 2016    | Produce 101                            | Mnet       | Nayoung, Mina et Sejeong                           | Survival show déterminant les membres d'I.O.I                   |
| 2016    | Standby I.O.I                          | Mnet       | Sejeong et Mina                                    | Première téléréalité d'I.O.I                                    |
| 2016    | Saturday Night Live Korea              | tvN        | Sejeong et Mina                                    | Présentation, avec d'autres membres d'I.O.I                     |
| 2016    | Talents for Sale                       | KBS2       | Nayoung et Sejeong                                 | Sejeong en tant que présentatrice régulière                     |
| 2016    | Girls Who Eat Well                     | JTBC       | Mina                                               | Muk-bang show                                                   |
| 2016    | A New House For Me                     | JTBC       | Hana, Nayoung, Sejeong                             | Épisode 29                                                      |
| 2016    | Weekly Idol                            | MBC Every1 | Toutes                                             | Épisode 259                                                     |
| 2016    | Golden Bell Challenge                  | KBS2       | Toutes                                             | Épisode 832, invitées                                           |
| 2016    | Vitamin                                | KBS2       | Hana, Nayoung, Mina, Hyeyeon                       | Épisode 639, dans le panel (discussion)                         |
| 2016    | Vocal War: God's Voice                 | SBS        | Hana, Sejeong                                      | Public                                                          |
| 2016    | Baek Jong Won's Top 3                  | SBS        | Toutes                                             | Épisode 48, public                                              |
| 2016    | Happy Together 3                       | KBS2       | Sejeong                                            | Épisode 461, invitée                                            |
| 2016    | Running Man                            | SBS        | Sejeong                                            | Épisode 313, invitée                                            |
| 2016    | 배움은 놀이다 Show                     | KBS1       | Nayoung, Hyeyeon                                   | Épisode 1-2, invitées                                           |
| 2016    | Boom Shakalaka                         | KBS2       | Sejeong                                            | Spécial Chuseok, 2e place                                       |
| 2016    | Running Man                            | SBS        | Mimi, Hana, Haebin, Nayoung, Sally, Soyee, Hyeyeon | Épisode 319, invitées                                           |
| 2016    | What shall we eat today                | Olive TV   | Toutes                                             | Épisode 195, invitées                                           |
| 2016    | Gugudan Project - Extreme School Trip. | MBC Music  | Toutes                                             | 1re téléréalité de Gugudan                                      |

#### Dramas
| Année | Titre                     | Chaîne  | Membre(s) | Note  |
| ----- | ------------------------- | ------- | --------- | ----- |
| 2014  | High School King of Savvy | tvN     | Hana      | Caméo |
| 2014  | One Sunny Day             | LINE TV | Mimi      | Caméo |
| 2015  | The Producers             | KBS2    | Mimi      | Caméo |
| 2016  | The Sound Of Your Heart   | KBS2    | Sejeong   | Caméo |

### Apparitions dans des vidéoclips
| Year | Title              | Artist      | Member(s)                |
| ---- | ------------------ | ----------- | ------------------------ |
| 2013 | "Madly"            | F.T. Island | Mimi[réf. nécessaire]    |
| 2013 | "Everlasting Love" | Seo In-guk  | Hana[réf. nécessaire]    |
| 2014 | "Eternity"         | VIXX        | Hana[réf. nécessaire]    |
| 2014 | "Bomtanaba"        | Seo In-guk  | Soyee[réf. nécessaire]   |
| 2014 | "Blossom Tears"    | Leo & Lyn   | Soyee[réf. nécessaire]   |
| 2015 | "Pick Me"          | Produce 101 | Nayoung, Mina et Sejeong |
| 2016 | "Crush"            | I.O.I       | Sejeong et Mina          |
| 2016 | "Dynamite"         | VIXX        | Nayoung                  |
| 2016 | "Dream Girls"      | I.O.I       | Sejeong et Mina          |
| 2016 | "Fantasy"          | VIXX        | Nayoung                  |
| 2016 | "Very Very Very"   | I.O.I       | Sejeong et Mina          |
| 2016 | "The Closer"       | VIXX        | Nayoung                  |

### Apparitions à la radio
| Année | Titre coréen      | Titre anglais      | Station         | Notes         |
| ----- | ----------------- | ------------------ | --------------- | ------------- |
| 2016  | 김창렬의 올드스쿨 | Old School         | SBS Power FM    | Toutes        |
| 2016  | 배성재의 텐       | Bae Sung-jae's Ten | SBS Power FM    | Hana, Sejeong |
| 2016  | 박정아의 달빛낙원 | Moonlight Paradise | MBC Standard FM | Toutes        |

### Comédies musicales
| Année   | Titre        | Membre(s) | Rôle      | Notes                        |
| ------- | ------------ | --------- | --------- | ---------------------------- |
| 2016-17 | Monte Cristo | Haebin    | Valentine | Second rôle, créditée Haebin |

## Récompenses et nominations

### Asia Artist Awards
| Année | Nomination | Prix                      | Résultat   |
| ----- | ---------- | ------------------------- | ---------- |
| 2016  | Gugudan    | Popularity Award (Singer) | Nomination |
| 2017  | Gugudan    | Rising Star Award         | Lauréat    |
| 2017  | Gugudan    | Popularity Award (Singer) | Nomination |
| 2018  | Gugudan    | Popularity Award (Singer) | Nomination |
| 2018  | Gugudan    | New Wave Award (Music)    | Lauréat    |

### Gaon Chart Music Awards
| Année | Nomination | Prix                   | Résultat   |
| ----- | ---------- | ---------------------- | ---------- |
| 2017  | Gugudan    | New Artist of the Year | Nomination |

### Golden Disc Awards
| Année | Nomination | Prix                          | Résultat   |
| ----- | ---------- | ----------------------------- | ---------- |
| 2017  | Gugudan    | New Artist of the Year        | Nomination |
| 2017  | Gugudan    | Popularity Award              | Nomination |
| 2017  | Gugudan    | Asian Choice Popularity Award | Nomination |

### Mnet Asian Music Awards
| Année | Nomination     | Prix                           | Résultat   |
| ----- | -------------- | ------------------------------ | ---------- |
| 2016  | Gugudan        | Best New Artist (Female Group) | Nomination |
| 2016  | Gugudan        | Artist of the Year             | Nomination |
| 2018  | Gugudan SEMINA | Best Unit                      | Nomination |

### Seoul Music Awards
| Année | Nomination | Prix                 | Résultat   |
| ----- | ---------- | -------------------- | ---------- |
| 2017  | Gugudan    | Bonsang Award        | Nomination |
| 2017  | Gugudan    | New Artist Award     | Nomination |
| 2017  | Gugudan    | Popularity Award     | Nomination |
| 2017  | Gugudan    | Hallyu Special Award | Nomination |
| 2018  | Gugudan    | Bonsang Award        | Nomination |
| 2018  | Gugudan    | Popularity Award     | Nomination |
| 2018  | Gugudan    | Hallyu Special Award | Nomination |

### Soribada Best K-Music Awards
| Année | Nomination | Prix               | Résultat   |
| ----- | ---------- | ------------------ | ---------- |
| 2017  | Gugudan    | Performance Award, | Lauréat    |
| 2017  | Gugudan    | Popularity Award   | Nomination |

### Autres récompenses
| Année | Prix                                    | Catégorie                                 | Nomination | Résultat |
| ----- | --------------------------------------- | ----------------------------------------- | ---------- | -------- |
| 2016  | Rookie Asia M-style Show                | Cultural Technology – Awesome Style Award | Gugudan    | Lauréat  |
| 2017  | Korean Culture and Entertainment Awards | K-Pop Award                               | Gugudan    | Lauréat  |